# Коса (географія)

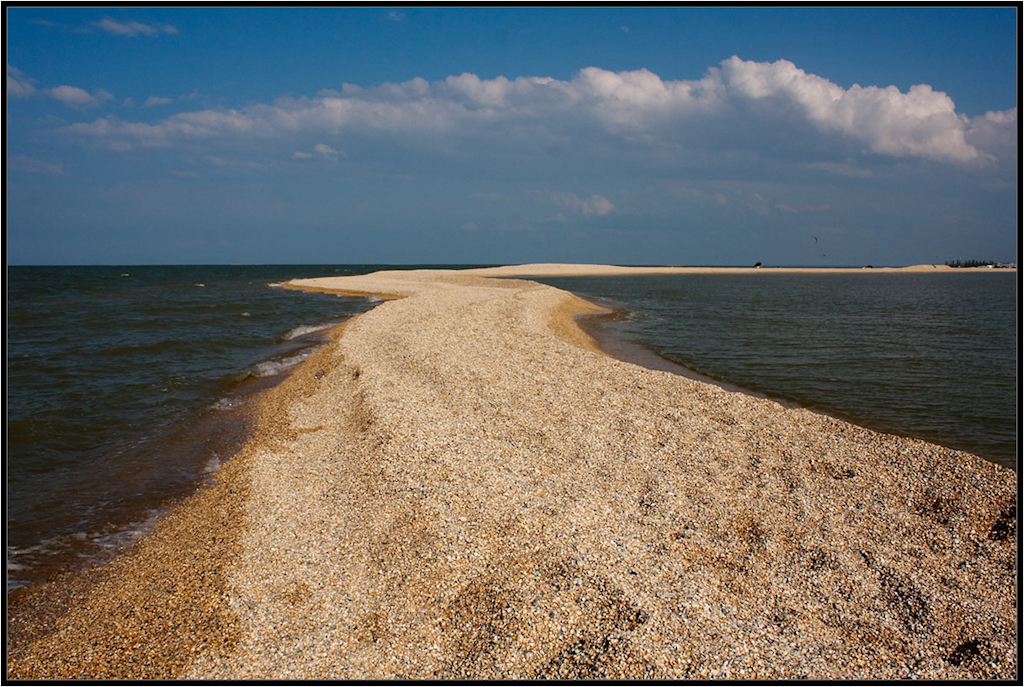
Піщано-галечникова коса

Коса́ або стрілка — вузька намивна смуга суходолу у прибережній частині моря або озера, одним кінцем сполучена з берегом. Коса складається з піску, гальки, гравію, що нагромаджується при переміщенні їх течією уздовж берегів. Поверхня коси рівнинна, висота незначна.
В Україні поширені на чорноморському (Тендрівська коса, Кінбурнська коса) та азовському (коса Арабатська стрілка, Бердянська коса, Обитічна коса, Федотова коса) узбережжях.

## Термінологія
Косу, що відокремлює затоку або бухту, називають «пересипю». Косу, що з'єднує острів і материк, називають «томболо» або «переймою».

## Процес формування та структура

Один з варіантів процесу формування коси

Складена зазвичай сипучим матеріалом (піском, галькою, гравієм, ракушою), що переміщується вздовж береговими течіями.
Коса утворюється в результаті переміщення уламкового матеріалу хвилями і вздовж береговими течіями і акумуляції (акумуляції) (відкладення) цих наносів в результаті огинання потоком наносів виступу берега.
Коса також утворюється при одночасному надходженні наносів із двох протилежних сторін. Така коса видається у відкрите море майже перпендикулярно до берега, і її часто називають «стрілкою».

## Коси в Україні

### Азовське море
- Арабатська Стрілка
- Бердянська коса
- Бирючий Острів
- Білосарайська коса
- Комиш-Бурунська коса
- Крива коса
- Обитічна коса
- Федотова коса

### Чорне море
- Білі Кучугури
- Волоська коса
- Кінбурнська коса
- Руська коса
- Коса Стрілка
- Тендрівська Коса
- Ягорлицький Кут

### Зниклі
- Серібна коса